# Svenja Fölmli
Svenja Fölmli (Sempach, 19 agosto 2002) è una calciatrice svizzera, attaccante del Friburgo e della nazionale svizzera.

## Carriera

### Club
Fölmli nasce e cresce con i genitori a Sempach, piccolo centro abitato affacciato all'omonimo lago, nel distretto di Sursee del Canton Lucerna. Fin da giovanissima si interessa al calcio, passione trasmessale dai due fratelli maggiori, che inizia a praticare dall'età di sei anni, legandosi alla locale società, dove gioca nelle formazioni giovanili miste, fino al 2015, anno in cui all'età di 13 anni inizia a frequentare l'accademia calcistica della Federcalcio svizzera a Bienne. Tra il 2015 e il 2017 alterna i corsi all'accademia con l'attività agonista nel FE14-Footeco Team von Luzern Nord, squadra che, oltre a lei e ad una compagna di squadra, era composta da ragazzi.
Dal 2017 si trasferisce al Lucerna, dove, dopo aver giocato per le formazioni giovanili interamente femminili, dal 2018 è aggregata alla prima squadra che disputa la Lega Nazionale A, livello di vertice del campionato svizzero femminile di calcio. Fa il suo debutto in LNA l'8 dicembre 2018, nella 12ª giornata di campionato, dove segna una doppietta nella vittoria per 5-1 sulle avversarie dello Young Boys. Alla sua prima stagione segna 8 reti in campionato, seconda marcatrice della squadra dopo Irina Brütsch (17), migliorando la sua prestazione la stagione seguente, dove nel campionato 2019-2020, interrotto alla 16ª giornata a causa della pandemia di COVID-19, con 12 reti era la migliore marcatrice del Lucerna e terza, a pari merito con la francese Léonie Fleury del Servette Chênois, nella classifica marcatrici del torneo dopo Fabienne Humm (17), del Zurigo e Irina Pando (16) del Basilea.
Nel febbraio 2021 ha ricevuto un'offerta dal Template:Calcio femminile Grasshopper, società di Zurigo, che è stato il primo club in Svizzera a offrire alle sue giocatrici uno stipendio mensile fisso, rifiutandola tuttavia perché intenzionata a finire prima il suo percorso scolastico in un istituto commerciale della capitale dell'omonimo cantone sul lago dei Quattro Cantoni.

### Nazionale
Fölmli inizia ad essere convocata dalla federazione calcistica della Svizzera (Associazione Svizzera di Football, Association Suisse de Football, Schweizerischer Fussballverband, Associaziun Svizra da Ballape - ASF-SFV) nel 2018, inserita in rosa dal tecnico Monica Di Fonzo con la formazione Under-17 impegnata nella fase élite di qualificazione all'Europeo di Lituania 2018. Fölmli fa il suo esordio nel torneo il 25 marzo di quell'anno, nell'incontro perso dalla Svizzera con le pari età della Norvegia con il risultato di 5-0. Condivide con le compagne il percorso che vede la sua nazionale, sconfitta in tutti i tre incontri della seconda fase eliminatoria, chiudere al quarto e ultimo posto il gruppo 5, mancando di conseguenza l'accesso alla fase finale, riuscendo tuttavia a marcare l'unica rete della Svizzera in quella fase, quella che al 40+2' accorcia le distanze nell'ultimo incontro del 31 marzo perso per 2-1 con la Slovenia.
Nel luglio di quello stesso anno arriva la convocazione in Under-19, inserita in rosa dal tecnico Nora Häuptle in occasione delle qualificazioni all'Europeo di Scozia 2019. In quell'occasione Häuptle la impiega in tutti i sei incontri disputati dalla Svizzera, che dopo aver chiuso al primo posto il gruppo 2 nella fase preliminare, dove Fölmli debutta siglando la rete del parziale 2-0 nella vittoria del 3 ottobre su Cipro per 9-0, non riesce ad essere altrettanto efficace nella fase élite, concludendo, con una vittoria, un pareggio e una sconfitta, il gruppo 2 al terzo posto e mancando così l'accesso alla fase finale. Häuptle la chiama anche per la successiva prima fase di qualificazione all'Europeo di Georgia 2020, dove gioca tutti i tre incontri della fase preliminare, siglando una doppietta nella vittoria per 9-0 sulla Lettonia ed è determinante per il passaggio del turno, chiuso dalla Svizzera al primo posto del gruppo 6, segnando la rete della vittoria sulle pari età di Israele
Nel 2019 Nils Nielsen, commissario tecnico della nazionale maggiore, decide di inserirla in rosa con la squadra impegnata nella fase di qualificazione all'Europeo di Inghilterra 2022, dove Fölmli fa il suo debutto in maglia rossocrociata il 3 settembre, nel primo incontro del gruppo H nella fase a gironi, vinto per 4-0 con la Lituania. In quella fase va a rete per la prima volta il 12 novembre di quell'anno, fissando all'88' il risultato sul 6-0 con la Romania.

## Statistiche

### Presenze e reti nei club
Statistiche (parziali) aggiornate al 6 luglio 2025.
| Stagione        | Squadra         | Campionato      | Campionato | Campionato | Coppe nazionali | Coppe nazionali | Coppe nazionali | Coppe internazionali | Coppe internazionali | Coppe internazionali | Altre coppe | Altre coppe | Altre coppe | Totale | Totale |
| Stagione        | Squadra         | Comp            | Pres       | Reti       | Comp            | Pres            | Reti            | Comp                 | Pres                 | Reti                 | Comp        | Pres        | Reti        | Pres   | Reti   |
| --------------- | --------------- | --------------- | ---------- | ---------- | --------------- | --------------- | --------------- | -------------------- | -------------------- | -------------------- | ----------- | ----------- | ----------- | ------ | ------ |
| 2021-2022       | Friburgo        | BL              | 21         | 4          | CG              | 2               | 1               |                      | -                    | -                    |             | -           | -           | 23     | 5      |
| 2022-2023       | Friburgo        | BL              | 6          | 3          | CG              | 1               | 2               |                      | -                    | -                    |             | -           | -           | 7      | 5      |
| 2023-2024       | Friburgo        | BL              | 7          | 3          | CG              | -               | -               |                      | -                    | -                    |             | -           | -           | 7      | 3      |
| 2024-2025       | Friburgo        | BL              | 11         | 3          | CG              | -               | -               |                      | -                    | -                    |             | -           | -           | 11     | 3      |
| Totale Friburgo | Totale Friburgo | Totale Friburgo | 45         | 13         |                 | 3               | 3               |                      | -                    | -                    |             | -           | -           | 48     | 16     |
| Totale carriera | Totale carriera | Totale carriera | 45+        | 13+        |                 | 3+              | 3+              |                      | -                    | -                    |             | -           | -           | 48+    | 16+    |